# 신경낭미충증

신경낭미충증 환자의 뇌 자기공명영상.

신경낭미충증(Neurocysticercosis)은 뇌에 생기는 낭미충증으로 기생충 감염으로 생긴다.